# ミヒャエル・ハネケ
ミヒャエル・ハネケ （Michael Haneke, 1942年3月23日 - ） は、オーストリアの映画監督・脚本家。ウィーン在住。カンヌ国際映画祭に作品が6度出品され、パルム・ドール2回、グランプリ1回、監督賞1回を受賞している。

## 経歴
1942年3月23日、ドイツ・ミュンヘンで生まれ、オーストリア・ウィーナー・ノイシュタットで育った。父親は俳優兼映画監督のフリッツ・ハネケ、母親は女優のベアトリクス・フォン・デーゲンシルト。
ウィーン大学で哲学、心理学、演劇を学び、卒業後は映画批評家として数年働いたのちドイツのテレビ局で編集者・脚本家となった。また、舞台演出家としても活動するようになった。1974年からは数本のテレビ映画を手がけた。
1989年、初の長編映画となった『セブンス・コンチネント』を発表。同年のロカルノ国際映画祭でブロンズレパード賞を受賞した。1992年には2作目の『ベニーズ・ビデオ』を発表。ヨーロッパ映画賞作品賞にノミネートされた。1994年の『71フラグメンツ』はシッチェス・カタロニア国際映画祭でグランプリと脚本賞を受賞した。これらの作品は「感情の氷河化三部作」と言われている。
1997年の『ファニーゲーム』は第50回カンヌ国際映画祭に出品され、物議を醸した。同作はシカゴ国際映画祭で監督賞を受賞した。また、同年にはテレビ映画『カフカの「城」』を製作した。
2000年、ジュリエット・ビノシュを起用した群像劇『コード・アンノウン』を発表。2001年の『ピアニスト』は第54回カンヌ国際映画祭でグランプリを受賞し、主演のブノワ・マジメルとイザベル・ユペールにもそれぞれ同映画祭男優賞、女優賞をもたらした。
その後、再びユペールを起用した『タイム・オブ・ザ・ウルフ』（2003年）を経て、2005年に『隠された記憶』を発表。第58回カンヌ国際映画祭で監督賞を受賞。第18回ヨーロッパ映画賞では作品賞、監督賞など5つの賞を受賞した。2008年には『ファニーゲーム』のセルフリメイクとなる『ファニーゲーム U.S.A.』を製作した。
2009年、第一次世界大戦前夜のドイツの田舎町を舞台にした『白いリボン』を発表。イザベル・ユペールが審査員長を務めた第62回カンヌ国際映画祭でパルム・ドールを受賞。ドイツ映画賞では作品賞、監督賞など10部門で賞を受けた。その他には第67回ゴールデングローブ賞外国語映画賞なども受賞した。
2012年、ジャン＝ルイ・トランティニャンとエマニュエル・リヴァを迎えた『愛、アムール』を発表。第65回カンヌ国際映画祭で2作連続となるパルム・ドールを受賞。その他にも第85回アカデミー賞外国語映画賞、第38回セザール賞作品賞・監督賞など多数の賞を受賞した。2013年にはアストゥリアス皇太子賞を受賞。

## 監督作品

### 長編劇映画
- セブンス・コンチネント Der Siebente Kontinent （1989年）
- ベニーズ・ビデオ Benny's Video （1992年）
- 71フラグメンツ 71 Fragmente einer Chronologie des Zufalls （1994年）
- ファニーゲーム Funny Games （1997年）
- コード・アンノウン Code inconnu: Récit incomplet de divers voyages （2000年）
- ピアニスト La Pianiste （2001年）
- タイム・オブ・ザ・ウルフ Le temps du loup （2003年）
- 隠された記憶 Caché （2005年）
- ファニーゲーム U.S.A. Funny Games U.S. （2008年）『ファニーゲーム』の英語リメイク
- 白いリボン Das weiße Band – Eine deutsche Kindergeschichte （2009年）
- 愛、アムール Amour （2012年）
- ハッピーエンド Happy End （2017年）

### その他
- After Liverpool （1974年） テレビ映画
- Drei Wege zum See （1976年） テレビ映画
- Sperrmüll （1976年） テレビ映画
- Arkadien （1979年） テレビシリーズ『Lemminge』の一話
- Verletzungen （1979年） テレビシリーズ『Lemminge』の一話
- Variation - oder Daß es Utopien gibt, weiß ich selber! （1983年） テレビ映画
- Wer war Edgar Allan? （1984年） テレビ映画
- Fraulein - Ein deutsches Melodram （1986年） テレビ映画
- Nachruf für einen Mörder （1991年） テレビ映画
- Die Rebellion （1993年） テレビ映画
- キング・オブ・フィルム/巨匠たちの60秒 Lumière et compagnie （1995年） オムニバス
- カフカの「城」 Das Schloß （1997年） テレビ映画
- Così fan tutte （2013年） テレビ映画
- 天才たちの頭の中　世界を面白くする107のヒント （2018年） ドキュメンタリー　出演

## 受賞歴
| 賞                                   | 年     | 部門                   | 作品                         | 結果       |
| ------------------------------------ | ------ | ---------------------- | ---------------------------- | ---------- |
| ロカルノ国際映画祭                   | 1989年 | ブロンズレパード賞     | 『セブンス・コンチネント』   | 受賞       |
| テッサロニキ国際映画祭               | 1993年 | 国際映画批評家連盟賞   | 『ベニーズ・ビデオ』         | 受賞       |
| ヨーロッパ映画賞                     | 1993年 | 作品賞                 | 『ベニーズ・ビデオ』         | ノミネート |
| ヨーロッパ映画賞                     | 1993年 | 国際映画批評家連盟賞   | 『ベニーズ・ビデオ』         | 受賞       |
| ヨーロッパ映画賞                     | 2001年 | 作品賞                 | 『ピアニスト』               | ノミネート |
| ヨーロッパ映画賞                     | 2001年 | 脚本賞                 | 『ピアニスト』               | ノミネート |
| ヨーロッパ映画賞                     | 2005年 | 作品賞                 | 『隠された記憶』             | 受賞       |
| ヨーロッパ映画賞                     | 2005年 | 監督賞                 | 『隠された記憶』             | 受賞       |
| ヨーロッパ映画賞                     | 2005年 | 脚本賞                 | 『隠された記憶』             | ノミネート |
| ヨーロッパ映画賞                     | 2005年 | 国際映画批評家連盟賞   | 『隠された記憶』             | 受賞       |
| ヨーロッパ映画賞                     | 2009年 | 作品賞                 | 『白いリボン』               | 受賞       |
| ヨーロッパ映画賞                     | 2009年 | 監督賞                 | 『白いリボン』               | 受賞       |
| ヨーロッパ映画賞                     | 2009年 | 脚本賞                 | 『白いリボン』               | 受賞       |
| ヨーロッパ映画賞                     | 2012年 | 作品賞                 | 『愛、アムール』             | 受賞       |
| ヨーロッパ映画賞                     | 2012年 | 監督賞                 | 『愛、アムール』             | 受賞       |
| ヨーロッパ映画賞                     | 2012年 | 脚本賞                 | 『愛、アムール』             | ノミネート |
| シッチェス・カタロニア国際映画祭     | 1994年 | 作品賞                 | 『71フラグメンツ』           | 受賞       |
| シッチェス・カタロニア国際映画祭     | 1994年 | 脚本賞                 | 『71フラグメンツ』           | 受賞       |
| シッチェス・カタロニア国際映画祭     | 2003年 | 脚本賞                 | 『タイム・オブ・ザ・ウルフ』 | 受賞       |
| シカゴ国際映画祭                     | 1994年 | ゴールド・ヒューゴ賞   | 『71フラグメンツ』           | 受賞       |
| シカゴ国際映画祭                     | 1997年 | シルバー・ヒューゴ賞   | 『ファニーゲーム』           | 受賞       |
| カンヌ国際映画祭                     | 2000年 | エキュメニカル審査員賞 | 『コード・アンノウン』       | 受賞       |
| カンヌ国際映画祭                     | 2001年 | グランプリ             | 『ピアニスト』               | 受賞       |
| カンヌ国際映画祭                     | 2005年 | 監督賞                 | 『隠された記憶』             | 受賞       |
| カンヌ国際映画祭                     | 2005年 | 国際映画批評家連盟賞   | 『隠された記憶』             | 受賞       |
| カンヌ国際映画祭                     | 2005年 | エキュメニカル審査員賞 | 『隠された記憶』             | 受賞       |
| カンヌ国際映画祭                     | 2009年 | パルム・ドール         | 『白いリボン』               | 受賞       |
| カンヌ国際映画祭                     | 2009年 | 国際映画批評家連盟賞   | 『白いリボン』               | 受賞       |
| カンヌ国際映画祭                     | 2012年 | パルム・ドール         | 『愛、アムール』             | 受賞       |
| 英国アカデミー賞                     | 2001年 | 非英語作品賞           | 『ピアニスト』               | ノミネート |
| 英国アカデミー賞                     | 2009年 | 外国語作品賞           | 『白いリボン』               | ノミネート |
| 英国アカデミー賞                     | 2012年 | 監督賞                 | 『愛、アムール』             | ノミネート |
| 英国アカデミー賞                     | 2012年 | オリジナル脚本賞       | 『愛、アムール』             | ノミネート |
| 英国アカデミー賞                     | 2012年 | 外国語作品賞           | 『愛、アムール』             | 受賞       |
| インディペンデント・スピリット賞     | 2002年 | 外国映画賞             | 『ピアニスト』               | ノミネート |
| インディペンデント・スピリット賞     | 2012年 | 外国映画賞             | 『愛、アムール』             | 受賞       |
| 全米映画批評家協会賞                 | 2005年 | 外国語映画賞           | 『隠された記憶』             | 3位        |
| 全米映画批評家協会賞                 | 2012年 | 作品賞                 | 『愛、アムール』             | 受賞       |
| 全米映画批評家協会賞                 | 2012年 | 監督賞                 | 『愛、アムール』             | 受賞       |
| ニューヨーク映画批評家協会賞         | 2005年 | 外国語映画賞           | 『隠された記憶』             | 次点       |
| ニューヨーク映画批評家協会賞         | 2012年 | 外国語映画賞           | 『愛、アムール』             | 受賞       |
| ロサンゼルス映画批評家協会賞         | 2005年 | 外国語映画賞           | 『隠された記憶』             | 受賞       |
| ロサンゼルス映画批評家協会賞         | 2009年 | 監督賞                 | 『白いリボン』               | 次点       |
| ロサンゼルス映画批評家協会賞         | 2009年 | 外国語映画賞           | 『白いリボン』               | 次点       |
| ロサンゼルス映画批評家協会賞         | 2012年 | 作品賞                 | 『愛、アムール』             | 受賞       |
| クリティクス・チョイス・アワード     | 2005年 | 外国語映画賞           | 『隠された記憶』             | ノミネート |
| クリティクス・チョイス・アワード     | 2009年 | 外国語映画賞           | 『白いリボン』               | ノミネート |
| クリティクス・チョイス・アワード     | 2012年 | 外国語映画賞           | 『愛、アムール』             | 受賞       |
| シカゴ映画批評家協会賞               | 2005年 | 外国語映画賞           | 『隠された記憶』             | 受賞       |
| シカゴ映画批評家協会賞               | 2009年 | 外国語映画賞           | 『白いリボン』               | 受賞       |
| シカゴ映画批評家協会賞               | 2012年 | 外国語映画賞           | 『愛、アムール』             | 受賞       |
| サンフランシスコ映画批評家協会賞     | 2005年 | 外国語映画賞           | 『隠された記憶』             | 受賞       |
| サンフランシスコ映画批評家協会賞     | 2012年 | 外国語映画賞           | 『愛、アムール』             | 受賞       |
| セザール賞                           | 2006年 | 監督賞                 | 『隠された記憶』             | ノミネート |
| セザール賞                           | 2006年 | 脚本賞                 | 『隠された記憶』             | ノミネート |
| セザール賞                           | 2010年 | 外国映画賞             | 『白いリボン』               | ノミネート |
| セザール賞                           | 2012年 | 作品賞                 | 『愛、アムール』             | 受賞       |
| セザール賞                           | 2012年 | 監督賞                 | 『愛、アムール』             | 受賞       |
| セザール賞                           | 2012年 | 脚本賞                 | 『愛、アムール』             | 受賞       |
| リュミエール賞                       | 2006年 | 脚本賞                 | 『隠された記憶』             | 受賞       |
| リュミエール賞                       | 2012年 | 作品賞                 | 『愛、アムール』             | 受賞       |
| リュミエール賞                       | 2012年 | 監督賞                 | 『愛、アムール』             | ノミネート |
| ダヴィッド・ディ・ドナテッロ賞       | 2006年 | ヨーロッパ映画賞       | 『隠された記憶』             | ノミネート |
| ダヴィッド・ディ・ドナテッロ賞       | 2010年 | ヨーロッパ映画賞       | 『白いリボン』               | ノミネート |
| ダヴィッド・ディ・ドナテッロ賞       | 2013年 | ヨーロッパ映画賞       | 『愛、アムール』             | 受賞       |
| ナストロ・ダルジェント賞             | 2006年 | 外国監督賞             | 『隠された記憶』             | ノミネート |
| アカデミー賞                         | 2009年 | 外国語映画賞           | 『白いリボン』               | ノミネート |
| アカデミー賞                         | 2012年 | 作品賞                 | 『愛、アムール』             | ノミネート |
| アカデミー賞                         | 2012年 | 監督賞                 | 『愛、アムール』             | ノミネート |
| アカデミー賞                         | 2012年 | 脚本賞                 | 『愛、アムール』             | ノミネート |
| アカデミー賞                         | 2012年 | 外国語映画賞           | 『愛、アムール』             | 受賞       |
| ゴールデングローブ賞                 | 2009年 | 外国語映画賞           | 『白いリボン』               | 受賞       |
| ゴールデングローブ賞                 | 2012年 | 外国語映画賞           | 『愛、アムール』             | 受賞       |
| オンライン映画批評家協会賞           | 2009年 | 外国語映画賞           | 『白いリボン』               | 受賞       |
| トロント映画批評家協会賞             | 2009年 | 外国語映画賞           | 『白いリボン』               | 受賞       |
| トロント映画批評家協会賞             | 2012年 | 外国語映画賞           | 『愛、アムール』             | 受賞       |
| フランス映画批評家協会賞             | 2009年 | 外国語映画賞           | 『白いリボン』               | 受賞       |
| フランス映画批評家協会賞             | 2012年 | 作品賞                 | 『愛、アムール』             | 受賞       |
| ゴールデン・ビートル賞               | 2009年 | 外国映画賞             | 『白いリボン』               | 受賞       |
| ゴールデン・ビートル賞               | 2012年 | 外国映画賞             | 『愛、アムール』             | 受賞       |
| 国際映画批評家連盟賞                 | 2009年 | グランプリ             | 『白いリボン』               | 受賞       |
| 国際映画批評家連盟賞                 | 2012年 | グランプリ             | 『愛、アムール』             | 受賞       |
| ドイツ映画賞                         | 2010年 | 作品賞                 | 『白いリボン』               | 受賞       |
| ドイツ映画賞                         | 2010年 | 監督賞                 | 『白いリボン』               | 受賞       |
| ドイツ映画賞                         | 2010年 | 脚本賞                 | 『白いリボン』               | 受賞       |
| ゴヤ賞                               | 2010年 | ヨーロッパ映画賞       | 『白いリボン』               | 受賞       |
| ゴヤ賞                               | 2013年 | ヨーロッパ映画賞       | 『愛、アムール』             | 受賞       |
| ボディル賞                           | 2011年 | 非アメリカ映画賞       | 『白いリボン』               | 受賞       |
| ボディル賞                           | 2013年 | 非アメリカ映画賞       | 『愛、アムール』             | 受賞       |
| ナショナル・ボード・オブ・レビュー賞 | 2012年 | 外国語映画賞           | 『愛、アムール』             | 受賞       |
| ボストン映画批評家協会賞             | 2012年 | 作品賞                 | 『愛、アムール』             | 次点       |
| ボストン映画批評家協会賞             | 2012年 | 外国語映画賞           | 『愛、アムール』             | 受賞       |
| ロンドン映画批評家協会賞             | 2012年 | 作品賞                 | 『愛、アムール』             | 受賞       |
| ロンドン映画批評家協会賞             | 2012年 | 脚本賞                 | 『愛、アムール』             | ノミネート |
| カンザスシティ映画批評家協会賞       | 2012年 | 外国語映画賞           | 『愛、アムール』             | 受賞       |
| キネマ旬報ベスト・テン               | 2013年 | 外国映画ベスト・テン   | 『愛、アムール』             | 1位        |
| アストゥリアス皇太子賞               | 2013年 | 芸術部門               | -                            | 受賞       |